# Рукерень
Рукерень, Рукерені (рум. Rucăreni) — село у повіті Вранча в Румунії. Входить до складу комуни Совежа.
Село розташоване на відстані 178 км на північ від Бухареста, 52 км на північний захід від Фокшан, 147 км на південний захід від Ясс, 124 км на північний захід від Галаца, 89 км на північний схід від Брашова.

## Населення
За даними перепису населення 2002 року у селі проживали 1155 осіб, усі — румуни. Усі жителі села рідною мовою назвали румунську.